# Костюк Олександр Григорович
Олександр Григорович Костюк (14 квітня 1933, Київ — 9 листопада 2000, Київ) — український мистецтвознавець. Академік НАН України (1998). Доктор мистецтвознавства (1988).

## Життєпис
Народився 14 квітня 1933 р. в Києві в родині психолога Григорія Костюка. Молодший брат фізіолога Платона Костюка.
Закінчив філологічний факультет Київського державного університету ім. Т. Г. Шевченка (1955) та Київську консерваторію (1956).

Могила Олександра Костюка, Байкове кладовище

Заступник директора, а з 1988 р. — директор Інституту мистецтвознавства, фольклористики та етнології ім. М. Т. Рильського НАН України, де у відділі кінознавства вийшли друком книжки:
- «Історія українського радянського кіно» (К., 1986, Т.1, 1987, Т.2),
- «Драматургія і режисура документального телефільму» (К., 1982),
- «Мистецтво мультиплікації» (К., 1982),
- «Сучасний пригодницький фільм» (1984),
- «Стереотипи буржуазного екрана» (К., 1990),
- «Кіномистецтво та політика» (К., 1995) й багато ін.

Головний редактор видання «Український біографічний кінодовідник» (К., 2001).
Був членом Національної спілки композиторів України.
Помер на 68-му році життя 9 листопада 2000 р. у Києві. Похований на Байковому кладовищі (ділянка № 49а, 50°25′0.84″ пн. ш. 30°30′6.01″ сх. д. / 50.4169000° пн. ш. 30.5016694° сх. д.).